# 青木橋 (横浜市)

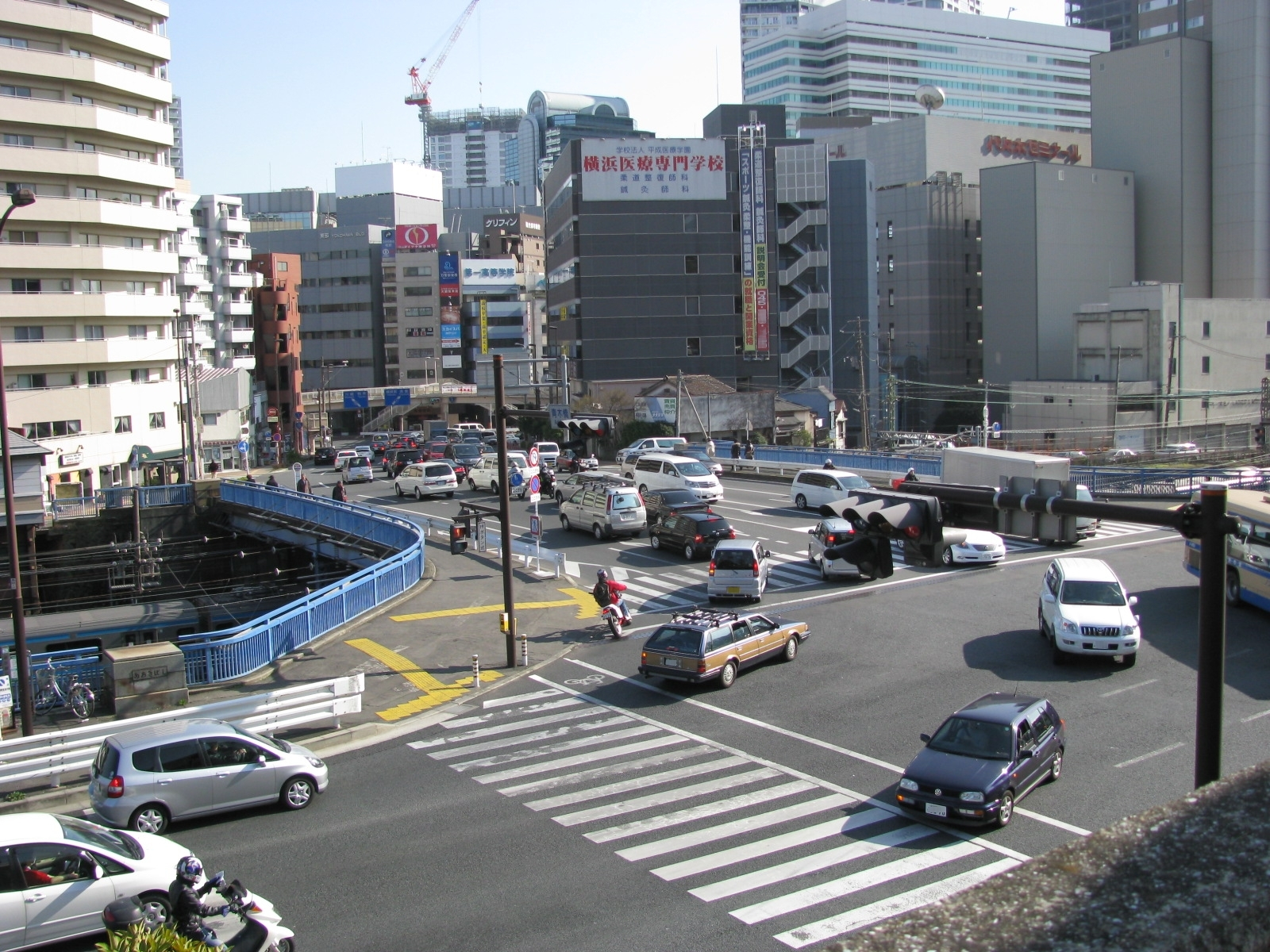
本覚寺から見た青木橋と青木橋交差点。橋を渡ったすぐ左手には神奈川駅がある。手前左方向が第二京浜 五反田方面。右方向が市道環状1号 横浜駅西口方面。奥に見える歩道橋付近が青木通三差路で左は第一京浜 川崎方面。右は国道1号 戸塚方面へ至る。

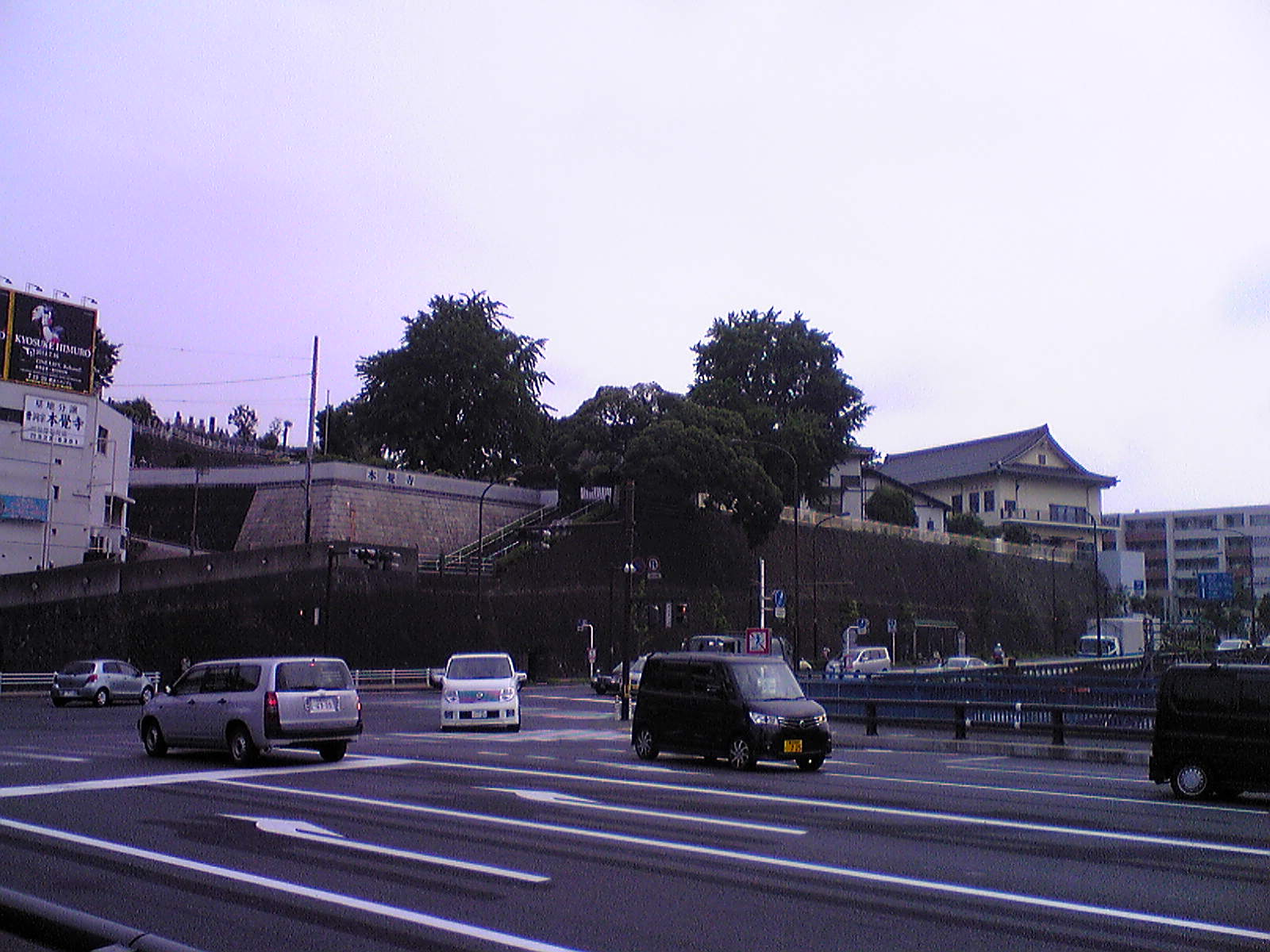
青木橋から見た本覚寺

青木橋（あおきばし）は、神奈川県横浜市神奈川区金港町にある跨線橋（陸橋）で、国道1号（第二京浜道路）が東海道本線と京急本線を跨ぐ。八ツ山橋（東京都港区・品川区）と並ぶ、日本最初の跨線橋である。現在の橋は2代目で、1971年（昭和46年）3月の竣工。

## 歴史
新橋 - 横浜間に日本最初の鉄道が建設された際、この付近の丘（現在の本覚寺と幸ヶ谷公園の間）を切通しで通すことになったが、丘の中腹を通っていた東海道が分断されるため、跨線橋として1870年（明治3年）に架けられた（初代青木橋）。
現在、東西方向に走る旧東海道と南北方向に走る国道1号が青木橋で交差する形になっている。北西側には「青木橋交差点」があり、横浜市主要地方道83号青木浅間線（環状1号）の起点となっている。